# Шелнах
Шелнах (њем. Schöllnach) град је у њемачкој савезној држави Баварска. Једно је од 26 општинских средишта округа Дегендорф. Према процјени из 2010. у граду је живјело 5.018 становника. Посједује регионалну шифру (AGS) 9271149.

## Географски и демографски подаци
Шелнах се налази у савезној држави Баварска у округу Дегендорф. Град се налази на надморској висини од 371 метра. Површина општине износи 39,9 km². У самом граду је, према процјени из 2010. године, живјело 5.018 становника. Просјечна густина становништва износи 126 становника/km².